# Lembá
El districte de Lembá és un dels 6 districtes en què s'organitza territorialment la República Democràtica de São Tomé i Príncipe.

## Característiques
El districte de Lembá ocupa el sector oest de l'illa de São Tomé i limita, a l'est amb els districtes de Lobata, Mé-Zóchi i Caué, al sud també amb aquest darrer i a l'oest i al nord amb l'oceà Atlàntic. Té una extensió de 230 km² i una població de 14.652 habitants, segons el cens de 2012. Això el fa el segon districte més gran i el segon menys poblat de l'illa. La seva capital és la localitat de Neves. Aporta sis escons a l'Assemblea Nacional de São Tomé i Príncipe.

## Població
- 1940 6,885 (11.4% de la població nacional)
- 1950 6,196 (10.3% de la població nacional)
- 1960 6,196 (9.7% de la població nacional)
- 1970 6,206 (8.4% de la població nacional)
- 1981 7,905 (8.2% de la població nacional)
- 1991 9,016 (7.7% de la població nacional)
- 2001 10,696 (7.8% de la població nacional)

## Assentaments
El principal assentament és la ciutat de Neves. Altres assentaments són:
- Diogo Vaz
- Ponta Figo
- Rosema
- Santa Catarina
- São José